# Saint-Nicolas-des-Laitiers
Saint-Nicolas-des-Laitiers là một xã ở tỉnh Orne Hauts-de-France tây bắc nước Pháp. Xã Saint-Nicolas-des-Laitiers có diện tích 7,09 km2, nằm ở khu vực có độ cao trung bình mét trên mực nước biển.